# Flughafen Hamburg
Flughafen Hamburg, også benævnt Hamburg Airport eller Flughafen Hamburg-Fuhlsbüttel (IATA: HAM, ICAO: EDDH), er den internationale lufthavn i byen Hamborg, Tyskland, og ligger i kvarteret Fuhlsbüttel 8,5 kilometer nord for byens centrum. Det er den ældste aktive og femtestørste lufthavn i Tyskland. I 2008 betjente lufthavnen 12.838.205 passagerer.

## Baner
Start- og landingsbaner, rullebaner og forpladser er i stand til at håndtere Airbus A380, selv om der ikke er planlagt ruter med flyet. Flughafen Hamburg er desuden nød- og omdirigeringslufthavn for Flugplatz Hamburg-Finkenwerder, hvor Airbus-fabrikken i Tyskland holder til.